# Достава млека
Достава млека је услуга испоруке намењена снабдевању млеком, обично у боцама или картонима, до домова купаца. Ову услугу обавља млекара, млекарица или достављач млека. Рута испоруке се назива рута млека или млечна стаза.

## Испорука
У неким земљама, када је недостатак доброг хлађења значио да би се млеко брзо покварило, млеко се свакодневно достављало по кућама. Пре него што су флаше за млеко постале доступне, млекари су узимали млевене на своје рунде и пунили врчеве муштеријама урањајући меру у млеку. Због побољшаног паковања и ширења фрижидера у приватним кућама, потреба за испоруком млека смањила се од друге половине двадесетог века. Овај напредак је допринео опадању или губитку услуга на многим локалитетима, од дневних испорука до само три дана у недељи или мање у другим.
Млеко се обично испоручује ујутру. Испоручиоци млека често испоручују и производе као што су путер, кајмак, сир, јаја, месо и поврће.
У неким областима, станови и куће имају мала врата за испоруку млека, закључана али не закључана, отварају се у мале дрвене ормариће уграђене у спољашњи зид куће, са вратима такође са унутрашње стране, омогућавајући стављање намирница или млека у кабинет од стране достављача и уклоњен од стране станара.

## Возила
Возила с коњском вучом коришћена су за локалну доставу од почетка прве рунде млека око 1860. године. Они су се још увек виђали у Британији и деловима Сједињених Држава средином двадесетог века, све док их нису заменила моторна возила. Први пут уведена 1889. године, возила на батерије су добила проширену употребу 1931. године, а до 1967. године су Британија дала највећу флоту електричних возила на свету.

## Историјат

### Америке
Године 1963., скоро 29,7 одсто потрошача у САД је добијало млеко на кућу, али је до 1975. тај број пао на 6,9 одсто укупне продаје.
До 2005. године, око 0,4% потрошача у Сједињеним Државама је млеко достављано, а неколико компанија се појавило да понуди услугу. Неке америчке млекаре испоручују млеко већ око 100 година, а интересовање наставља да расте 2010-их као део локалног покрета за храну. Током избијања корона вируса 2020., неки преостали млекари су приметили нагло повећање потражње (слично као и код других услуга доставе намирница) због забринутости због ризика од инфекције повезан са куповином у продавницама.

### Океанија
На Новом Зеланду су се за испоруку млека користили коњи све до 1960-их. Првобитно су људи плаћали остављајући новац у флашама, али касније су плаћања вршена помоћу жетона, обично купљених у локалној млекари. Кућне испоруке млека су замрле 1990-их након дерегулације индустрије млека, када је супермаркетима и другим продавницама било дозвољено да продају млеко.

### Европа
Млекари су се појавили у Британији око 1860. године, када су прве железнице омогућиле да свеже млеко стиже у градове са села. До 1880. млеко је испоручено у флашама. До 1975. године 94% млека је било у стакленим флашама, али су 1990. супермаркети почели да нуде пластичне и картонске контејнере, смањивши флаширано млеко са 94% на 3% до 2016. У 20. веку испорука млека у урбаним срединама Европе вршила се из електричног возила званог млечни пловак.

## Галерија
- Guaranteed Pure Milk Company доставни вагон бр. 36, Монтреал, Канада, око 1910.
- Амерички млекар са вагоном за доставу, 1925
- Млекар у Луцерну, Швајцарска, пре 1914
- Возило за доставу млека у Уједињеном Краљевству, 2007.
- Фотохром из касног 19. века на коме се виде два трговца који продају млеко из колица у близини Брисела, Белгија
- Колица за млеко у Њу Орлеансу, око 1903
- Испорука млека 1952. године
- Жене испоручују млеко у ратом погођеном Британији, 1942.
- Жене испоручују млеко у ратом погођеном Британији, 1942.
- Жене испоручују млеко у ратном Лидсу, 1942
- Доставно возило у Јужном Кенсингтону 2009
- Ирски дечаци и колица за млеко 1962